# Hickman (Kentucky)
Hickman település az Amerikai Egyesült Államok Kentucky államában, Fulton megyében, melynek megyeszékhelye is. Lakosainak száma 2365 fő (2020. április 1.).

## Népesség
A település népességének változása:

| 2010 | 2 395 |
| 2020 | 2 365 |